# Transilvanija
Transilvanija (tudi Sedmograška ali Erdeljsko, romunsko Transilvania oziroma Ardeal, madžarsko Erdély, romsko Ardyalo, nemško Siebenbürgen) je pokrajina, ki zavzema zahodni in osrednji del današnje Romunije. V srednjem veku je bila Transilvanija samostojna vojvodina. Glavno mesto Cluj-Napoca velja za zgodovinsko središče Transilvanije, kljub temu da je bilo srednjeveško glavno mesto Alba Iulia, nato pa Sibiu.
Ime se prvič pojavi leta 1075 v latinskih dokumentih kot Ultra silvam (za gozdom oziroma prek gozda), nato pa so ime spremenili v Transilvanija, ki pa ima isti pomen.
Ime Sedmograška je dobila po sedmih utrjenih srednjeveških mestih oziroma citadelah, naseljenih s Sasi: Bistrita (Bistritz), Brașov (Kronstadt), Cluj-Napoca (Klausenburg), Medias (Mediasch), Sebes (Mühlbach), Sibiu (Hermannstadt) in Sighișoara (Schässburg).
Transilvanija je najbolj znana po življenju Vlada Tepeša in po njem ustvarjeni legendi o Drakuli.

## Imena
Zgodovinska imena Transilvanije so:
- latinsko Ultrasilvania
- romunsko Ardeal
- madžarsko Erdély
- ukrajinsko Semirod, Zalis
- srbsko Erdelj/Erdelj
- bolgarsko Sedmograško
- slovaško Sedmohradsko
- nemško Siebenbürgen
- transilvansko saško Siweberjen
- poljsko Siedmiogród
- turško Erdel
- romsko Transilvaniya

## Etimologija
- Najprej znano ime za Transilvanijo se pojavi v srednjeveškem latinskem dokumentu iz leta 1075 kot ultra silvam, kar pomeni 'onstran gozda' (ultra pomeni 'onstran ali 'daleč stran in sylva (sylvam) 'gozd'). Transilvanija z alternativno latinsko predpono pomeni 'na drugi strani gozda'. Madžarski zgodovinarji trdijo, da je srednjeveška latinska oblika Ultrasylvania, kasneje Transylvania, neposreden prevod iz madžarske oblike Erdő-elve. [4] To je bilo uporabljeno tudi kot drugo ime v nemščini überwald (13.–14. stoletje) in ukrajinščini Zalísya (Залісся).
- Nemško ime Siebenbürgen pomeni 'sedem utrdb' po sedmih (etnično nemških) transilvansko-saških mestih v regiji. To je tudi izvor imena regije v številnih drugih jezikih, kot so v hrvaščini Sedmogradska, bolgarščini  Седмиградско (Sedmigradsko), poljščini Siedmiogród in ukrajinščini Семигород (Semyrod).
- Madžarska oblika Erdély je prvič omenjena v Gesta Hungarorum iz 12. stoletja kot Erdeuleu (v sodobnem zapisu Erdőelü) ali Erdő-elve. Beseda Erdő pomeni gozd v madžarščini, beseda Elve pa označuje regijo v zvezi s tem, podobno kot madžarsko ime za Muntenio (Havas-elve ali zemljišče, ki leži pred snežnimi gorami). Erdel, Erdil, Erdelistan, turška ustreznica ali romunsko Ardeal so bile izposojenke iz tega primera.
- Prvi znan pisni zapis romunskega imena Ardeal se je v dokumentu pojavil leta 1432 kot Ardeliu. [1]

## Zgodovina

### Antika do preseljevanja narodov
Območje, na katerem je današnja Transilvanija, je bilo v antiki politično središče Dakije. Leta 106 jo je osvojil Rimski imperij pod Trajanom in vključil kot provinco v svoje cesarstvo. Prestolnica je bila Ulpia Traiana Sarmizagetusa. Ko so se leta 271 rimske legije umaknile, so ga prekoračila različna plemena in nadzorovali Karpi, Vizigoti, Huni, Gepidi, Avari in Slovani. Od 9. do 11. stoletja so Transilvaniji vladali Bolgari. Sporno je, ali so elementi mešanega dačansko-rimskega prebivalstva preživeli v Transilvaniji v srednjem veku (in postali predniki sodobnih Romunov) ali pa so se v 13. stoletju po severni selitvi z Balkanskega polotoka na območju pojavili prvi Vlahi/Romuni. Še vedno traja znanstvena razprava o etnični pripadnosti prebivalstva Transilvanije pred madžarskim osvajanjem. 

### Poselitev z Madžari
Madžari so do konca 9. stoletja osvojili velik del Srednje Evrope. Po kroniki Gesta Hungarorum je Vlah, vojvoda Gelu, vladal Transilvaniji, preden so prišli Madžari. Ogrska je leta 1003 vzpostavila delni nadzor nad Transilvanijo, ko je kralj Štefan I. po legendi premagal kneza po imenu Gelu. Nekateri zgodovinarji zatrjujejo, da so Transilvanijo naselili Madžari v več valovih med 10. in 13. stoletjem, medtem ko drugi trdijo, da je bila že poseljena, saj so bili najzgodnejši madžarski ostanki, najdeni v regiji, datirani v prvo polovico 10. stoletja. 

### Naseljevanje Nemcev
Pod kraljem Gezo II. (1141–1162) se je meja preselila naprej proti vzhodu, od reke Mureș do reke Olt; meja je postala uporabna. Naseljen je bil Szekler, današnji Szeklerland v vzhodni Transilvaniji. Od približno 1147 se je začelo naseljevanje z ljudmi, ki so prišli predvsem iz srednjega območja Rena in Mozele, Flandrije in Valonije. Prvih 13 mest je bilo ustanovljenih na območju Hermannstädter. Naseljenci so morali zapolniti območja, ki so ščitila meje pred vdori z vzhoda na Madžarsko in Evropo ter oživljali gospodarstvo.
Med 12. in 13. stoletjem se je okrepilo naseljevanje z notranjo kolonizacijo in verjetno tudi z dodatnimi prilivi z območja Mozele, Flandrije in ozemlja nekdanje nadškofije Köln, Trier in Liege. V severni Transilvaniji se je razvila Nösnerland, območje Zwei Stühle (romunsko Două Scaune) in Burzenland.
Ime Saška (Transilvanska Saška) verjetno izvira iz latinskega stereotipa tistega časa za zahodne (predvsem nemške) naseljence.
Nemški kmetje in obrtniki so uživali privilegije kot nagrado ogrskega kralja Andreja II. od leta 1224 (Zlata carte blanche, lat. Andreanum). To je najbolj daljnosežni in najnaprednejši statut, ki je bil kdaj podeljen nemškim naseljencem v vzhodni Evropi. Posebne pravice, ki so se nanašale na tako imenovano kraljevo zemljo, ki so jo naselili, so bile v naslednjih stoletjih  večkrat potrjene in razširjene. Naseljenci so ustanovili še vedno najpomembnejša mesta v Transilvaniji: Sibiu (Hermannstadt), Brașov (Kronstadt), Cluj-Napoca (Klausenburg), Sebeș (Muehlbach), Sighișoara (Sighisoara), Mediaș (Medias) in Bistrița (Bistrita) kot tudi mnoge vasi in trge v treh zaprtih, vendar ne sorodnih območij, skupno okoli 270 vasi.
Nadaljnji valovi priseljevanja so bili po protireformaciji, ker je v tistem času v Transilvaniji veljala svoboda prepričanja. S pomočjo tako imenovanega preseljevanja so odšli protestanti z različnih delov tedanje nadvojvodine Avstrije v Transilvanijo.

### Nemški red
Med letoma 1211 in 1225 je bil tu tudi red tevtonskih vitezov, ki ga je ogrski kralj Andrej II. poklical v državo zaradi zaščite pred Kumani v Burzenlandu. Red je naselil svoje ozemlje z nemškimi naseljenci. Ko so vitezi, ki sta jih spodbudila papež in veliki mojster, poskušali zgraditi svojo lastno državo, so jih izgnali in Burzenland se je pridružil kraljevi zemlji.

### 16. in 17. stoletje
Glej tudi članek Kneževina Transilvanija
Ko je 29. avgusta 1526 v bitki pri Mohaču ogrsko vojsko premagal Sulejman I., se je začelo skoraj 200-letno obdobje stalne nevarnosti za državo. Turški vdor na Ogrsko (1526–1686) je uničil zlasti osrednji del. Več kot sto tisoč zapornikov je bilo deportiranih v Osmansko cesarstvo.
Ogrska se je končno razdelila na tri dele. Večina je prešla pod turško oblast. Podrejena je bila tudi kneževina Transilvanija (madžarsko Erdélyi Fejedelemség), saj je spadala pod nadvlado osmanskega cesarstva.
Sulejman je že leta 1528 z Ivanom Zapoljo podpisal mirovni sporazum, s katerim je oslabil habsburško cesarstvo. Do konca 17. stoletja je Transilvanija ostala vazalka visoke porte. To je pomenilo notranjepolitično svobodo, medtem ko je bila zunanja politika pod turškim nadzorom, odobritev izvoljenega kneza, pa tudi letno plačilo davka. Toda osmanski napadi in plenjenje v Transilvaniji so se nadaljevali. Akindžije so povzročali opustošenje, umore in ugrabitve. Kljub turški nadvladi je Transilvanija ostala krščanska država, v kateri ni bila zgrajena niti ena sama mošeja.
Leta 1570 se je kraljestvo preoblikovalo v kneževino Transilvanijo, ki so ji vladali predvsem kalvinistični ogrski knezi. V tem času se je etnična sestava Transilvanije preoblikovala v približno enake številne etnične skupine z romunsko večino. Vasile Lupu ocenjuje njihovo število že več kot eno tretjino prebivalcev Transilvanije v pismu sultanu okoli leta 1650. V večini tega obdobja je bila Transilvanija, ki je ohranila svojo notranjo avtonomijo, pod  suzerenstvom Osmanskega cesarstva.
Habsburžani so pridobili ozemlje kmalu po  bitki za Dunaj leta 1683. Leta 1687 so vladarji Transilvanije prepoznali suzerenstvo habsburškega cesarja Leopolda I. in regija je bila uradno pripojena habsburškemu cesarstvu. Habsburžani so priznali kneževino Transilvanijo kot eno od dežel krone svetega Štefana [18], vendar je bilo ozemlje kneževine upravno ločeno iz habsburške Ogrske in je pripadalo neposredno oblasti cesarjevih guvernerjev. Leta 1699 so Turki pravno priznali izgubo Transilvanije s karlovškim mirom; vendar so bili nekateri protihabsburški elementi v kneževini pomirjeni šele s szatmárskim mirom leta 1711 in habsburški nadzor nad kneževino Transilvanijo je bil utrjen. Velika kneževina Transilvanije je bila ponovno uvedena 54 let kasneje leta 1765.
Madžarska revolucija proti Habsburžanom se je začela leta 1848. Revolucija je postala vojna za popolno neodvisnost od habsburške dinastije. Julius Jacob von Haynau, vodja avstrijske vojske, je bil imenovan za pooblaščenca za ponovno vzpostavitev reda na Madžarskem po spopadu. Usmrtil je 13 madžarskih mučenikov v Aradu, premier grof Lajos Batthyány je bil ubit istega dne v Pešti. Po vrsti resnih avstrijskih porazov leta 1849 se je cesarstvo približalo robu propada. Tako je novi mladi cesar Franc Jožef I. moral poklicati rusko pomoč v imenu svetega zavezništva. Car Nikolaj I. je odgovoril in poslal vojsko 200.000 mož z 80.000 pomožnimi silami. Nazadnje je skupna vojska ruskih in avstrijskih sil premagala ogrske sile. Po obnovitvi habsburške moči je bila Ogrska pod vojaško upravo. Po predaji ogrske vojske v Világosu (zdaj Șiria, Romunija) leta 1849 so njihove revolucionarne prapore zasegli ruski cesarski vojaki in jih zadržali pod carističnim in komunističnim sistemom (leta 1940 jih je Sovjetska zveza ponujala Hornyjevi vladi).
Po avstro-ogrski pogodbi iz leta 1867 je bila kneževina Transilvanija ponovno odpravljena. Ozemlje je bilo potem spremenjeno v Transleithania kot dodatek novoustanovljeni Avstro-Ogrski. Romunski intelektualci so v znak protesta izdali Blajevo izjavo .
Po porazu v prvi svetovni vojni je Avstro-Ogrska razpadla. Romunska večina v Transilvaniji je izvolila predstavnike, ki so 1. decembra 1918 razglasili zvezo z Romunijo. Razglasitev Zveze Alba Julije so sprejeli poslanci Romunov iz Transilvanije in en mesec kasneje so jo podprli poslanci Saške iz Transilvanije. Državni praznik Romunije, dan velike unije (imenovan tudi dan združevanja), se zato praznuje 1. decembra. Praznik je bil ustanovljen po romunski revoluciji in označuje združitev ne samo Transilvanije, ampak tudi pokrajine Banat, Besarabije in Bukovine v romunsko kraljestvo. Trianonska pogodba je leta 1920 vzpostavila nove meje. Madžarska je protestirala zoper nove meje, saj je na romunski strani meje živelo več kot 1.600.000 madžarskih prebivalcev in predstavljalo 31,6 % prebivalstva Transilvanije, predvsem v deželi Székely v vzhodni Transilvaniji in ob novo ustvarjeni meji. Trianonska pogodba po prvi svetovni vojni je razdelila večnacionalno madžarsko kraljestvo, da bi oblikovali več novih državnih držav, vendar je Madžarska trdila, da nove državne meje niso sledile pravim etničnim mejam. Nova madžarska država je bila približno tretjina velikosti nekdanje Ogrske, milijoni etničnih Madžarov pa naj bi ostali zunaj meja Madžarske.
Avgusta 1940 je Madžarska pridobila približno 40 % Transilvanije – vključno z deli Maramureșa in Crișana – z drugim dunajskim priznanjem, arbitražo Nemčije in Italije.
Drugo dunajsko priznanje je 12. septembra 1944 razveljavila Zvezna komisija s sporazumom o premirju z Romunijo (19. člen). Pariška pogodba iz leta 1947 je ponovno potrdila meje med Romunijo in Madžarsko, kot je bila prvotno opredeljena v trianonskem sporazumu 27 let prej, s čimer je potrjeno vračanje severne Transilvanije v Romunijo. Od leta 1947 do leta 1989 je bila Transilvanija skupaj s preostalo Romunijo pod komunističnim režimom.
- Stephen Catterson Smith: Kmetje Hododa, Transilvanija, 1860-ih
- Nemški prebivalci, znani kot transilvanski Sasi

## Geografija in etnografija
Na Transilvanski planoti, visoki od 300 do 500 metrov, izvirajo reke Mureș, Someș, Criș in Olt ter drugi pritoki reke Donave. To jedro zgodovinske Transilvanije približno ustreza devetim okrožjem sodobne Romunije. Planoto skoraj v celoti obkrožajo vzhodni, južni in zahodni kraki Karpatov. Območje vključuje tudi Transilvansko nižavje. Na splošno je zahodna meja Transilvanije sedanja romunsko-madžarska meja, ki je bila določena v Trianonski pogodbi iz leta 1920, čeprav geografsko ni enaka.
Etnografska področja:
- Transilvanija:
  - Mărginimea Sibiului (Szeben-hegyalja)
  - Transilvanska ravnina (Câmpia Transilvaniei / Mezőség)
  - Țara Bârsei (Burzenland / Barcaság)
  - Țara Buzaielor (ro)
  - Țara Călatei (Kalotaszeg)
  - Țara Chioarului (ro) (Kővár)
  - Țara Făgăraşului (Fogaras)
  - Țara Hațegului (Hátszeg)
  - Țara Hălmagiului (ro)
  - Țara Mocanilor (ro)
  - Țara Moților
  - Țara Năsăudului (Nösnerland / Naszód vidéke)
  - Țara Silvaniei (ro)
  - Ținutul Pădurenilor (ro)
  - Ținutul Secuiesc (Székely)
- Banat
  - Țara Almăjului (ro)
- Crișana
  - Țara Zarandului (ro)
- Maramureș
  - Țara Oașului (Avasság)
  - Țara Lăpușului (ro

## Upravne enote
Območje zgodovinskega vojvodstva je obsegalo 55.146 km². 
102.200 km² (102.787–103.093 km² v madžarskih virih in 102.200 km² v sodobnih romunskih dokumentih). Danes zaradi več upravnih reorganizacij ozemlje pokriva 16 okrožij (romunsko județ) s površino 99.837 km² v osrednji in severozahodni Romuniji.
16 okrožij: Alba, Arad, Bihor, Bistrița-Năsăud, Brașov, Caraș-Severin, Cluj, Covasna, Harghita, Hunedoara, Maramureș, Mureș, Sălaj, Satu Mare, Sibiu in Timiș.
Transilvanija ima velika urbana okrožja, kot sta okrožji Brașov in Hunedoara, pa tudi v glavnem podeželska, kot sta okraja Bistrița - Năsăud in Sălaj. 

## Mesta
Najbolj naseljena mesta po popisu leta 2011 (metropolitanska območja od leta 2014):
- Ožja Transilvanija: 
  - Cluj-Napoca – 324.576 (375.251 v metropolitanskem območju)
  - Brașov – 253.200 (398.462)
  - Sibiu – 147.245 (208.894)
  - Târgu Mureș – 134.290 (181.162)
  - Alba Iulia – 63.536 (109.484)
- Banat: 
  - Temišvar – 319.279 (357.735)
  - Reșița – 73.282
- Crișana: 
  - Oradea – 196.367 (239.329)
  - Arad – 159.074 (205.049)
- Maramureș: 
  - Baia Mare – 123.738 (182.368)
  - Satu Mare – 102.411 (150.104)

## Prebivalstvo
Po popisu prebivalstva leta 2011 je bilo skupno število prebivalcev Transilvanije 6.789.250, etnične skupine pa: Romuni 70,62 %, Madžari 17,92 %, Romi 3,99 %, Ukrajinci 0,63 %, Nemci 0,49 %, drugi 0,77 %. 378.298 prebivalcev (5,58 %) se ni opredelilo o svoji etnični pripadnosti. Predstavljeni podatki so iz tabela 7. 

## Gospodarstvo
Transilvanija je bogata z mineralnimi viri, imajo predvsem lignit, železo, svinec, mangan, zlato, baker, zemeljski plin, sol in žveplo.
Imajo velike železarne, jeklarne, kemično in tekstilno industrijo. Živinoreja, kmetijstvo, pridelava vina in sadjarstvo so pomembne dejavnosti. Kmetijstvo je zelo razširjeno na planoti, tudi pridelava žitaric, zelenjave, vinogradništvo, gojijo plemensko govedo, ovce, prašiče in perutnino. Les je drug dragocen vir.
Informacijska tehnologija, elektronika in avtomobilska industrija so pomembne v mestnih in univerzitetnih središčih, kot so Cluj-Napoca (Robert Bosch GmbH, Emerson Electric), Temišvar (Alcatel-Lucent, Flextronics in Continental AG), Brașov, Sibiu, Oradea in Arad. Mesti Cluj-Napoca in Targu Mureș sta povezani z močno medicinsko tradicijo in najboljšimi bolnišnicami.
Domače blagovne znamke so: Roman Brasov (tovornjaki in avtobusi), Azomureș v Târgu Mureșu (gnojila), Terapia v Cluju-Napoci (farmacevtska), Banca Transilvania Cluj-Napoca (finance), Romgaz in Transgaz z Medias (zemeljski plin), Jidvei iz okrožja Alba (alkoholne pijače), Timișoreana iz Temišvara (alkoholne pijače) in drugi.
Dolina Jiu na jugu okrožja Hunedoara je bila veliko rudarsko območje v drugi polovici 19. stoletja in v 20. stoletju, vendar so mnoge rudnike zaprli v letih po padcu komunističnega režima.

## Turistične znamenitosti
- Grad  Bran, znan tudi kot Drakulov grad
- Alba Iulia, Cluj-Napoca, Sibiu, Târgu Mureș in Sighișoara
- Mesto Brașov in bližnje smučišče Poiana Brașov
- Mesto Hunedoara z gradom iz 14. stoletja
- Citadela in središče mesta v Oradei
- Cerkev Densus, najstarejša cerkev v Romuniji, ki je še vedno dejavna[9]
- Dačanske trdnjave na planoti Orăștie, vključno z regijo Sarmizegetusa (Unescova svetovna dediščina)
- Rimske utrdbe, vključno Sarmizegetusa Ulpia Traiana, Porolissum, Apulum, Potaissa in Drobeta
- Jezero Svete Ane
- Rdeče jezero (Romunija)
- Naravni rezervat v Turdi
- Citadela v Râșnovu
- Regija Maramureș
  - Veselo pokopališče Săpânța (edino tako na svetu)
  - Lesene cerkve (UNESCO svetovna dediščina)
  - Kraja Baia Mare in Sighetu Marmației
  - Vasi v dolinah Iza, Mara in Viseu
- Saške utrjene cerkve (UNESCO svetovne dediščine)
- Romunski običaji in ljudska kultura, Narodni muzejski kompleks ASTRA, Sibiu
- Madžarski običaji in ljudska kultura
- Kultura kavarn[10], ulično gledališče in kozmopolitska družba Sibiu, Cluj-Napoca in Temišvar
- Apuseni:
  - Țara Moților
  - Medvedja jama Peștera Urșilor[11]
  - Ledena jama Scarisoara, v okrožju Alba, tretja največja ledeniška jama na svetu
- Rodna gora
- Solni rudnik v Turdi, eno od desetih »najhladnejših podzemnih krajev na svetu«